# Cigobangwangi
Cigobangwangi is een bestuurslaag in het regentschap Cirebon van de provincie West-Java, Indonesië. Cigobangwangi telt 3484 inwoners (volkstelling 2010).